# علی‌اصغر حسینی
علی‌اصغر حسینی کیک بوکسور حرفه ای اهل افغانستان است. او در مسابقات جهانی کیک بوکسینگ WKN 2017 در تهران قهرمان شد.